# دايفيد هاوكس
دايفيد هاوكس (بالإنجليزية: David Hawkes)‏ هو ناقد أدبي بريطاني، ولد في 1964.